# Umberto Zanolini
Umberto Zanolini  (Olasz Királyság, Brescia, 1887. március 31. – 1973. február 12.) olimpiai bajnok olasz tornász.
Részt vett az 1912. évi nyári olimpiai játékokon Stockholmban. Egy torna versenyszámban indul. Csapatverseny meghatározott szereken aranyérmes lett.